# Sydrak
Sydrak er et middelalderligt populærvidenskabeligt værk, en slags tidlig encyklopædi, der benytter dialogform. Værket var kendt over det meste af Europa, men stammer sandsynligvis fra Frankrig omkring 1243. På dansk kendes der et enkelt manuskript fra ca. 1480.
Værkets navn stammer fra Daniels Bog i Det Gamle Testamente, hvor kong Nebukadnesar af Babylon efter erobringen af Jerusalem lader udvælge nogle af israelitterne: "unge mænd uden legemsfejl, smukke, med indsigt i al slags visdom, med kundskab og forstand og med evner til at gøre tjeneste i kongens palads" (Dan 1,4). Blandt disser er Daniel og tre af hans venner, og en af disse venner er Sydrak. I den autoriserede danske bibeloversættelse fra 1992 gengives navnet Shadrak, mens Christian 3.s bibeloversættelse fra 1550 havde formen Sidrach. Daniel og de tre venner beskrives videre i Daniels Bog som fulde af indsigt og visdom, og derfor har den ukendte forfatter til Sydrak valgt at lade værket fremstå som en afskrift af et originalt værk skrevet af Shadrak for at give det ekstra autoritet.
Værket vandt stor udbredelse og de fleste fyrstebiblioteker havde et eksemplar i slutningen af 1300-tallet. I 1486 kom den første trykte udgave (på fransk).
Dialogformen er bygget op om en række spørgsmål fra en ulærd person, kong Bochtus, der besvares af en lærer, Shadrak, der sidder inde med al visdom. Indledningsvis berettes om Bochtus' omvendelse ved Shadrak, en beretning fuld af mirakler. Blandt emnerne, der behandles, er blandt andet forholdet mellem rig og fattig, hvor alle stændersamfundets fire stænder ses som lige nødvendige. Målgruppen har nok først og fremmest været borgere og bønder, mens et andet værk af samme type, Lucidarius, har haft lavere gejstlige som sognepræster og munke som målgruppe.